# Третий глаз

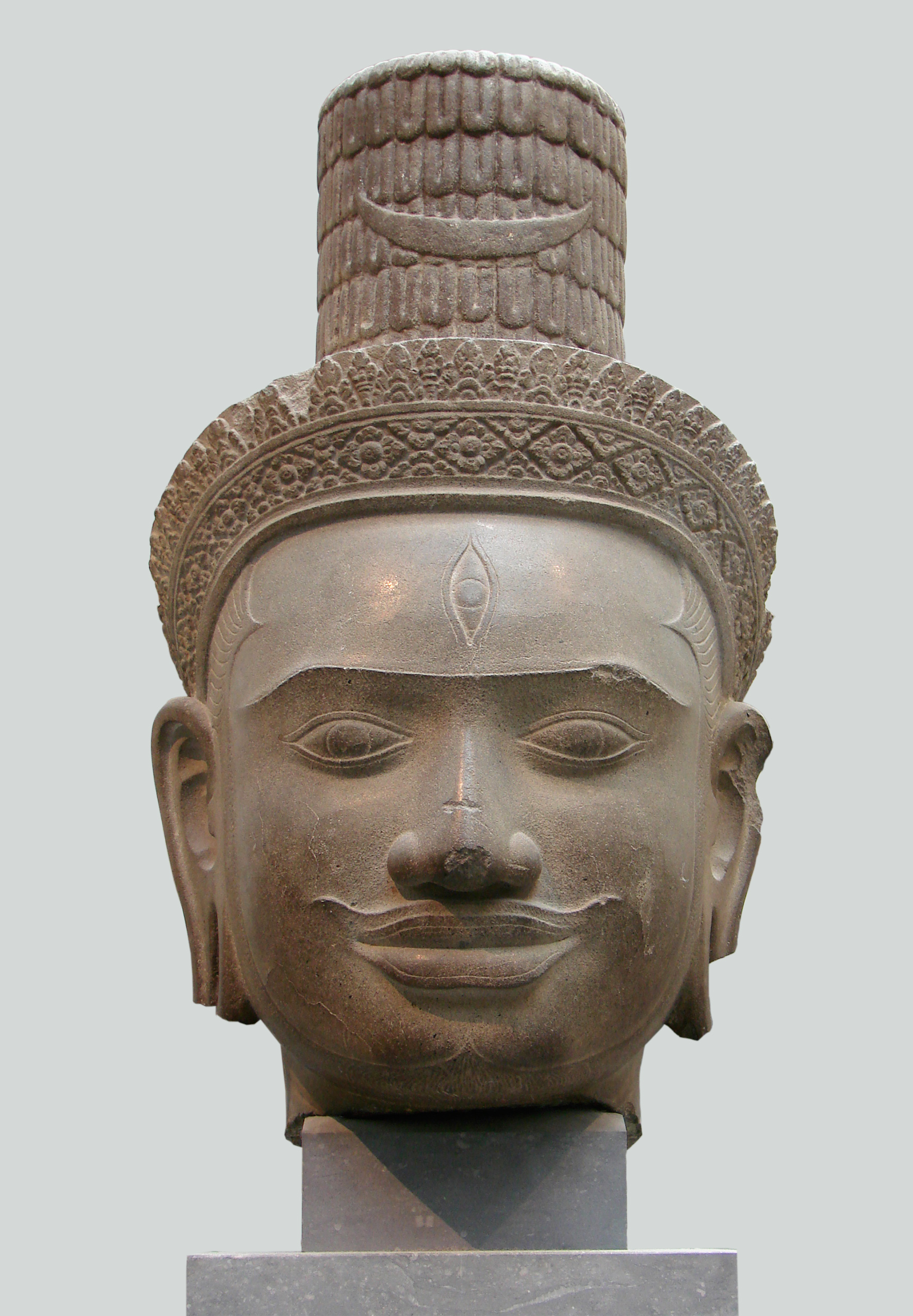
Голова камбоджийского Шивы с третьим глазом

Третий глаз (другие названия: глаз ра́зума или вну́тренний глаз) — это мистический и эзотерический невидимый глаз, обычно изображаемый расположенным на лбу, который обеспечивает восприятие за пределами обычного зрения.
В индийских духовных традициях третий глаз относится к аджне (или межбровной) чакре.

## Определение
Третий глаз обозначает врата, ведущие во внутренние сферы и пространства высшего сознания. В духовности третий глаз часто символизирует состояние просветления. Третий глаз часто ассоциируется с религиозными видениями, ясновидением, способностью наблюдать чакры и ауры, прекогницией (предвидением) и внетелесными переживаниями. Людей, которые, как говорят, обладают способностью использовать свой третий глаз, иногда называют ясновидящими.

## Расположение
В индуизме и буддизме третий глаз расположен примерно посередине лба, немного выше соединения бровей, представляя просветление, которого человек достигает посредством медитации. Индусы также помещают «тилаку» между бровями как символ третьего глаза, который также можно увидеть на изображениях Шивы. Буддисты считают третий глаз «глазом сознания», представляющим собой точку обзора, с которой достигается просветление за пределами физического зрения, и используют урну для того же эффекта, что и индусы.
В даосизме и многих традиционных китайских религиозных сектах, таких как чань (называемый по-японски дзэн), «тренировка третьего глаза» включает в себя сосредоточение внимания на точке между бровями с закрытыми глазами и в то время, когда тело находится в различных позах цигун. Цель этого тренинга — позволить ученикам настроиться на правильную «вибрацию» вселенной и получить прочную основу для достижения более продвинутого медитативного состояния. Даосизм учит, что третий глаз, также называемый глазом разума, расположен между двумя физическими глазами и при открытии расширяется до середины лба. Даосизм утверждает, что третий глаз является одним из основных энергетических центров тела, расположенным в шестой чакре, образуя часть основного меридиана, линии, разделяющей левое и правое полушария тела. В даосских алхимических традициях третий глаз представляет собой переднюю часть «Верхнего Даньтяня» (верхнее киноварное поле) и получил вызывающее воспоминания название «глиняный шарик».

## Философия
Приверженцы теософа Е. П. Блаватской предположили, что третий глаз на самом деле является частично дремлющим шишковидным телом, которое находится между двумя полушариями мозга. Рептилии и земноводные воспринимают свет через третий теменной глаз — структуру, связанную с шишковидной железой, — которая служит для регуляции их циркадных ритмов и навигации, поскольку она может ощущать поляризацию света. Ч. У. Ледбитер считал, что, протянув «эфирную трубку» от третьего глаза, можно развить микроскопическое и телескопическое зрение. Стивен Филлипс утверждал, что микроскопическое зрение третьего глаза способно наблюдать за такими маленькими объектами, как кварки. Согласно этому убеждению, в далёкие древние времена у людей был настоящий третий глаз на затылке, выполнявший физическую и духовную функции. Со временем, по мере эволюции человека, этот глаз атрофировался и погрузился в то, что сегодня известно как шишковидная железа. Рик Страссман выдвинул гипотезу, что шишковидная железа, поддерживающая светочувствительность, отвечает за выработку и высвобождение ДМТ (диметилтриптамина), энтеогена, который, по его мнению, может выделяться в больших количествах в моменты рождения и смерти.
Использование фразы «внутренний глаз» не подразумевает, что в уме или мозге есть одно или единое место, где возникает визуальное сознание. Философ Дэниел Деннет подверг критике эту точку зрения.

## В популярной литературе
Роман 1956 года «Третий глаз» Лобсанга Рампы (при рождении Сирил Генри Хоскин – 1910—1981, уроженец Плимптона, Девоншир) впервые представил широкой популярной аудитории англоязычных читателей вымышленный рассказ о третьем глазе.
В японском сериале аниме / манги ЮЮ Хакусё, один из основных союзников главного героя, демон по имени Хиэй имеет физический третий глаз / злой глаз (邪 眼, дзяган, называемый «глаз дзягана» в английском аниме), хирургическим путём. имплантирован ему в лоб, чтобы использовать свои экстрасенсорные способности для помощи в поисках потерянной сестры. Дзяган даёт ему ясновидение и позволяет управлять меньшими демонами и людьми одним лишь взглядом. Процедура изображается чрезвычайно болезненной, и лишь немногие могут выдержать боль как от операции, так и от сопутствующей психической адаптации, чтобы контролировать силу дзягана.